# Équipe d'Italie de futsal AMF
L’Équipe Nationale Italienne de football en salle (AMF) dans sa version sud-américaine, c’est-à-dire avec les règles de l’Association Mondiale de Futsal, est dirigée par la Fédération Italienne de Football en Salle (FIFS) et représente l’Italie dans les diverses compétitions officielles ou amicales réservées à des équipes nationales. 

## Histoire
L'équipe commence son activité en 1987 et l’année suivante elle participe à sa première compétition internationale : le Championnat Mondiale de futsal masculin 1988, qui se déroule en Australie, où elle se classe neuvième. En 1989, elle participe à son premier Championnat Européen UEFS, joué en Espagne, où elle se classe sixième.
Après avoir participé au Championnat Européen qui se déroule en Portugal en 1990 et où elle se classe à la huitième place, la FIFS a l’honneur d’organiser le Championnat Mondial FIFUSA en 1991, où l’Italie se classe vingtième. Avec la sixième place au Championnat Européen de l’année suivante (1992) l’Italie se qualifie au Championnat  Mondial de 1994 en Argentine, ce qui constitue sa dernière apparition en compétitions mondiales organisées par la FIFUSA. Le résultat est décevant : la sélection italienne est éliminée dès le premier tour de la compétition. 
À noter que l'équipe participe par ailleurs à trois éditions de la « Coppa Latina » (Coupe Latine), en 1991, 1992 et 1998.
La Nationale Italienne ne se réunit plus pendant la période dormante de la Fédération Italienne de Football en Salle, mais avec l’arrivée d'Axel Paderni (2009), la FIFS reprend ses activités et la Nationale aussi, en participant à trois éditions du Munidalito Cup Tournament organisé par l’International Futsal World League Association : en 2010 l’Italie se classe quatrième à Cornaredo et pour deux années consécutives (2011 et 2012), première à Agrate Brianza.
À partir d’octobre 2012, avec la reconnaissance de la FIFS par l’AMF, celle-ci rentre officiellement dans les compétitions internationales de l’Association Mondiale de Futsal.

## Joueurs «historique» de la Nationale
- Giuseppe Caggiano (Capitaine de la Nationale de 1987 à 1999, il détient le record de 52 présences)
- Giovanni Oliva (Capitaine de 2008 à aujourd’hui, il compte 36 présences)

## Résultat dans les compétitions internationales

### Championnat mondial de football en salle
- 1988 – neuvième place   (Australie)
- 1991 – vingtième place (Italie)
- 1994 – quatorzième place (Argentine)
- 1997 – « championnat non disputé »
- 2000 - non qualifiée
- 2003 - non qualifiée
- 2007 - non qualifiée
- 2011 - non qualifiée

### Championnat d’Europe UEFS
- 1989 – sixième place (Espagne)
- 1990 – huitième place (Portugal)
- 1992 – sixième place (Portugal)
- 1995 – non qualifiée
- 1998 - non qualifiée
- 2004 - non qualifiée
- 2006 - non qualifiée
- 2008 - non qualifiée
- 2010 - non qualifiée
- 2012 - non qualifiée